# Зграда Магистрата у Панчеву
Зграда Магистрата у Панчеву се налази на Тргу краља Петра I бр. 7, подигнута је у периоду од 1833. до 1838. године. Зграда се налази под заштитом државе као споменик културе од великог значаја.

## Изглед зграде
Грађевина је изграђена по плановима граничарског грађевинара мајора Хајмана, за зграду Магистрата – управно административни објекат са доминантним положајем на главном градском тргу. Грађена је као једноспратна репрезентативна грађевина, под утицајем класицизма, са основом у облику обрнутог ћириличног слова П, наглашеном главном фасадом оријентисаном према Тргу и нешто нижим, касније дозиданим, бочним крилима. Хоризонтална подела изведена је кордонским венцем, који дели приземни од спратног дела, и поткровним венцем, а главни акценат симетрично компоноване уличне фасаде је јако истакнути централни ризалит у осовини прочеља, са порталима, стубовима који носе балкон са балустрадом и тимпаноном у чијој ниши је рељеф са фигурама крилатих нимфи и сатом. Приземље има правоугаоне прозоре са профилисаним оквирима и снажним надпрозорницима, док су прозори спратног дела полукружни, са лунетама испод наглашених архиволти. 
Просторна организација и богата декоративна обрада ентеријера достигла је репрезентативност и складност архитектонских облика екстеријера објекта. Свечану дворану декорисао је 1838. године Јулије Сајдл, сликар из Новог Сада.
Данас се у њој налази Народни музеј Панчева. Конзерваторски радови на уличној фасади изведени су 1995–1996, на објекту 2003-2006. године